# Enchanted April
Enchanted April (Brasil: Um Sonho de Primavera / Portugal: Viagem Sentimental) é um filme britânico de 1992, do gênero drama, dirigido por Mike Newell  e estrelado por Miranda Richardson e Josie Lawrence.

## Sinopse
Lottie e Rose são duas inglesas casadas que levam uma vida retirada. Certo dia, sem mais nem menos, alugam uma casa na Itália, para onde vão passar umas férias, sem os respectivos maridos. Lá, juntam-se a duas desconhecidas -- a viúva Senhora Fisher e a bela e jovem Caroline. Sob o encantamento desse novo, exótico lugar, as quatro estão prontas para novas experiências, algumas divertidas, algumas surpreendentes, todas capazes de alterar suas vidas.

## Principais premiações
| Patrocinador                                            | Prêmio       | Categoria | Situação          |
| ------------------------------------------------------- | ------------ | --- | ----------------- |
| Academia de Artes e Ciências Cinematográficas           | Oscar        | Melhor Atriz Coadjuvante (Joan Plowright) Melhor Roteiro Adaptado Melhor Figurino                                                           | Indicado          |
| Associação de Correspondentes Estrangeiros de Hollywood | Golden Globe | Melhor Filme - Comédia ou Musical Melhor Atriz - Comédia ou Musical (Miranda Richardson) Melhor Atriz Coadjuvante - Cinema (Joan Plowright) | Indicado Vencedor |
| Sindicato dos Roteiristas Norte-Americanos              | WGA          | Melhor Roteiro Adaptado | Indicado          |

## Elenco
| Ator/Atriz         | Personagem          |
| ------------------ | ------------------- |
| Miranda Richardson | Rose Arbuthnot      |
| Josie Lawrence     | Lottie Wilkins      |
| Polly Walker       | Caroline Dester     |
| Joan Plowright     | Senhora Fisher      |
| Alfred Molina      | Mellersh Wilkins    |
| Michael Kitchen    | George Briggs       |
| Jim Broadbent      | Frederick Arbuthnot |
| Neville Phillips   | Vigário             |
| Stephen Beckett    | Jonathan            |
| Matthew Radford    | Patrick             |
| Davide Manuli      | Beppo               |
| Vittorio Duse      | Domenico            |
| Adriana Facchetti  | Francesca           |
| Anna Longhi        | Costanza            |